# Filmmaker
Filmmaker é uma revista americana de publicação trimestral especializada em assuntos relacionados ao cinema independente. A revista foi fundada em 1992 por Karol Martesko-Fenster, Scott Macaulay e Holly Willis. Atualmente é publicada pelo IFP (Independent Filmmaker Project), que atua no campo de filmes independentes.